# Санкт-Георген-ан-дер-Штифинг
Санкт-Георген-ан-дер-Штифинг (нем. Sankt Georgen an der Stiefing) — ярмарочная коммуна (нем. Marktgemeinde) в Австрии, в федеральной земле Штирия. 
Входит в состав округа Лайбниц.  Население составляет 1150 человек (на 31 декабря 2005 года). Занимает площадь 13,87 км². Официальный код  —  61031.

## Политическая ситуация
Бургомистр коммуны — Вольфганг Нойбауэр (АНП) по результатам выборов 2005 года.
Совет представителей коммуны (нем. Gemeinderat) состоит из 15 мест.
- АНП занимает 8 мест.
- СДПА занимает 7 мест.